# Piscu Reghiului, Vrancea
Piscu Reghiului (în trecut, Valea Boului) este un sat în comuna Reghiu din județul Vrancea, Moldova, România.
În anul 2011 aici mai existau 21 de case.